# El otro lado de mí
El otro lado de mí es el título del quinto y último álbum de estudio grabado por la cantautora colombo-estadounidense Soraya, Fue lanzado al mercado por la empresa discográfica EMI Latin el 1 de marzo de 2005. El álbum El otro lado de mí fue nominado para el  Premio Grammy Latino al Mejor Álbum Femenino de Pop Latino en la 6°. entrega anual de los Premios Grammy Latino, celebrada el jueves 3 de noviembre de 2005. Perdió ante Escucha, de la cantautora italiana Laura Pausini.
Durante la promoción de este álbum, la cantautora sufre una fuerte recaída del cáncer de seno que padecía desde 2000, y finalmente falleció el miércoles 10 de mayo de 2006.

## Lista de canciones
- Todas las canciones escritas y compuestas por Soraya, excepto donde se indica.

| El otro lado de mí |                                    |                        |          |  |
| N.º                | Título                             | Música                 | Duración |  |
| 1.                 | «Ser»                              | Soraya                 | 3:19     |  |
| 2.                 | «Llévame»                          | Soraya                 | 3:38     |  |
| 3.                 | «Cómo sería»                       | Soraya · Olgui Chirino | 4:23     |  |
| 4.                 | «Sin tu amor»                      | Soraya                 | 4:20     |  |
| 5.                 | «El otro lado de mí»               | Soraya                 | 3:43     |  |
| 6.                 | «Un segundo lento» (Second Chance) | Soraya                 | 4:13     |  |
| 7.                 | «La promesa»                       | Soraya                 | 3:15     |  |
| 8.                 | «Alma de la calle»                 | Soraya                 | 4:45     |  |
| 9.                 | «Un mundo sin prisa»               | Soraya                 | 3:43     |  |
| 10.                | «Tiempo»                           | Soraya · Gian Marco    | 3:36     |  |
| 11.                | «Gotas de perdón»                  | Soraya                 | 3:43     |  |
| 12.                | «Lead Me»                          | Soraya                 | 6:10     |  |
| 46:48              |                                    |                        |          |  |

## Posicionamiento

### Sencillos
| Año  | Trabajo   | Lista             | Posición |
| ---- | --------- | ----------------- | -------- |
| 2005 | «Llevame» | Top Latin Songs   | 15       |
| 2005 | «Llevame» | Latin Pop Airplay | 10       |

## Créditos y personal
| - Soraya — Productor, voz, guitarras, mandolina, violín - Richard Bravo — Percusión - David Cabrera — Guitarra - Claudia Calle — Fotografía - Mauricio Cano — Grabación - Vadim Chislov — Mezcla - Mike Couzzi — Grabación - John M. Falcone — Bajo - Made chumascalo | - Sebastián Krys — Guitarra, coros - Lee Levin — Batería - Mayte Montero — Gaita - Daniel Ponce — Mezcla - Mike Scaglione — Saxofón - Ron Taylor — Ingeniero - Orlando Vitto — Ingeniero - Dan Warner — Guitarra |